# Mitsubishi
Mitsubishi Group ( Mitsubishi Gurūpu), Mitsubishi-koncernen eller Mitsubishi-virksomhederne er et japansk virksomhedskonglomerat beståede af en række selvstændige virksomheder med fælles Mitsubishi-mærke, varemærke og arv. Gruppen af mitsubishi-virksomheder former en løst sammensat koncern Mitsubishi Keiretsu. Generelt stammer alle disse virksomheder fra den oprindelige zaibatsu med samme navn.

## Historie
Mitsubishi-koncernen blev først etableret som en shippingvirksomhed af Yatarō Iwasaki (1834–1885) i 1870. I 1873 blev virksomhedens navn ændret til Mitsubishi Shokai . Navnet Mitsubishi (三wikt består af to dele: "mitsu" betyder "tre" og "hishi" (der bliver til "bishi" under rendaku) betyder "vandnød", og dermed "rombe", hvilket ses på virksomhedens berømte logo. Logoet omtales også som "tre diamanter".
Mitsubishi er etableret i 1870, to år efter Meiji-restaurationen, med shipping som kerneforretningsområde. Virksomhedens diversitet var primært inden for beslægtede områder. Mitsubishi gik ind i kulmineindustrien for at opnå kul til skibene, købte et skibsværft af regeringen til at reparere virksomhedens skibe, grundlagte et jernværk til at forsyne skibsværftet med jern, startede en maritim forsikringsforretning til at forsyne sin shipping virksomhed, osv.. Senere ledelses- og teknologiske kompetencer opnået gennem skibsbygning benyttet til luftfarts og luffartsudstyrsproduktion. På lignende vis blev erfaringerne fra shipping benyttet til at etablere handelsvirksomheder.
Virksomheden købte sig ind i kulmineindustrien i 1881 ved at erhverve Takashima mine and Hashima Island in 1890, således kulproduktionen blev brugt som brændstof til virksomhedens dampskibsflåde. De gik også ind i brancher som skibsbygning, bankvirksomhed, forsikring, varehuse og handel. Senere udbredte man sig til sektorer som papir, stål, glas, elektrisk udstyr, luftfart, olie og fast ejendom. Mitsubishi var en væsentlig aktør i moderniseringen af Japans industri.
Handelsflåden gik ind i en periode hvor aktiverne blev spredt og førte til dannelsen af tre erhvervsområder:
- Mitsubishi Bank (nu en del af Mitsubishi UFJ Financial Group) blev grundlagt i 1919. Efter fusionen med Bank of Tokyo i 1996 og UFJ Holdings i 2004 blev den Japans største bank.
- Mitsubishi Corporation, grundlagt 1950, Japans største almindelige handelsvirksomhed
- Mitsubishi Heavy Industries, som inkluderer nedenstående tre virksomheder.
  - Mitsubishi Motors, Japans 6. største bilproducent.
  - Mitsubishi Atomic Industry, en atomkraftvirksomhed.
  - Mitsubishi Chemical, Japans største kemikalievirksomhed
  - Mitsubishi Powersystems, en elproduktions division

### Anden Verdenskrig
Gennem Anden Verdenskrig fabrikerede Mitsubishi luftfartøjer under ledelse af Jiro Horikoshi. Mitsubishi A6M ("Zero") var et primært Japansk flådekampfly i Anden Verdenskrig. Der blev brugt af den kejserlige japanske flådes piloter gennem hele krigen, inklusive kamikaze angreb på senere stadier.
Mitsubishi gjorde brug af Slaveri gennem krigen. Arbejdsstyrken inkluderede allierede POWs såvel som kinesere og koreanere. I efterkrigstiden blev Misubishi udsat sagsmål og krav om kompensation fra især tidligere kinesiske slavearbejdere.

### Moderne tid
Mitsubishi deltog i Japans uforudsete vækst i 1950'erne og 1960'erne. For eksempel da Japan moderniserede sine energi og materialeindustrier og Mitsubishi skabte Mitsubishi Petrochemical, Mitsubishi Atomic Power Industries, Mitsubishi Liquefied Petroleum Gas og Mitsubishi Petroleum Development.
De traditionelle Mitsubishi erhvervsområder var under teknologisk udvikling og resulterede i nye ventures indenfor områder som rumforskning, luftfart, havforskning, datakommunikation, computere og halvledere. Mitsubishi virksomhederne var også aktive indenfor forbrugsvarer og service.
I 1970 etablerede Mitsubishi-virksomhederne Mitsubishi Fonden til at mindes årsdagen for grundlæggelsen af den første Mitsubishi-virksomhed.
Sammen med sine over 500 koncern-virksomheder driver Mitsubishi en multinational arbejdsstyrke på ca. 54.000 ansatte. Mitsubishi Motors nåede en årlig produktion på 1,3 millioner biler i 2007.

## Mitsubishi-virksomheder

### Kerne medlemmer
- Mitashi hokayamoto Inc
- Asahi Glass Co.
- The Bank of Tokyo-Mitsubishi UFJ, Ltd.
- Kirin Brewery Co., Ltd.
- Meiji Yasuda Life Insurance Company
- Mitsubishi Aircraft Corporation
- Mitsubishi Electric Corporation
- Mitsubishi Estate Co.
- Mitsubishi Heavy Industries, Ltd.
- Mitsubishi Materials Corporation (MMC)
- Mitsubishi Logistics Corporation
- Mitsubishi Motors (bilfabrikation og salg)
- Mitsubishi Paper Mills, Ltd.
- Mitsubishi Plastics, Inc.
- Mitsubishi Rayon Co., Ltd.
- Mitsubishi Research Institute, Inc.
- Mitsubishi Shindoh Co., Ltd.
- Mitsubishi Steel Mfg. Co., Ltd.
- Mitsubishi UFJ Trust and Banking Corporation (part of Mitsubishi UFJ Financial Group)
- Mitsubishi UFJ Securities
- Nikon Corporation
- Nippon Oil Corporation
- NYK Line (Nippon Yusen Kabushiki Kaisha)
- P.S. Mitsubishi Construction Co., Ltd.
- Tokio Marine & Nichido Fire Insurance Co., Ltd.

Disse virksomheder er medlemmer af Mitsubishi Kinyokai (eller Fredagsklubben) og mødes månedligt.

### Relaterede organisationer
- Atami Yowado
- Chitose Kosan Co., Ltd.
- Dai Nippon Toryo Co., Ltd.
- The Dia Foundation for Research on Ageing Societies
- Diamond Family Club
- Kaitokaku
- Koiwai Noboku Kaisha, Ltd.
- LEOC JAPAN Co., Ltd.
- Marunouchi Yorozu Corp.
- Meiwa Corporation
- Mitsubishi C&C Research Association
- Mitsubishi Club
- Mitsubishi Corporate Name and Trademark Committee
- Mitsubishi Economic Research Institute
- The Mitsubishi Foundation
- Mitsubishi Kinyokai
- Mitsubishi Marketing Association
- Mitsubishi Motors North America
- Mitsubishi Public Affairs Committee
- The Mitsubishi Yowakai Foundation
- MSSC inc.
- MT Insurance Service Co., Ltd.
- Seikado Bunko Art Museum
- Shonan Country Club
- Sotsu Corporation
- The Toyo Bunko
- Seikei University